# Mannophryne lamarcai
El sapito acollarado del Socopó (Mannophryne lamarcai) es una especie de anfibio anuro de la familia Aromobatidae. Se distribuye únicamente entre los 1000 y 1500 metros en el cerro Socopó y montañas aledañas en la Serranía del Empalado en el estado de Falcón (Venezuela).  Habita en vegetación herbácea adyacente a charcas o ríos. Es una especie diurna. Se cree que los machos cargan a la espalda sus renacuajos hasta un arroyo como los hacen otras especies del mismo género.
Se distingue de sus congéneres por la combinación de una banda dorsolateral oscura (indistinta en las hembras y en los machos más oscura), una banda oblicua de color amarillo en los flancos de las hembras, un collar estrecho (en hembras adultas y algunos machos), el vientre blanco pálido con amarillo periférico en las hembras, punta del hocico casi truncada, y otras variaciones en la morfología de los dedos del pie.
Se encuentra gravemente amenazada de extinción debido a su muy reducida área de distribución, y a que en ella el bosque fue cortado para abrir pastos para el ganado. No hay sido registrada desde 2004.